# Bundesstraße 217
+
De Bundesstraße 217 (ook wel B217) is een bundesstraße in de Duitse deelstaat Nedersaksen.
De B217 begint bij Hannover, verder via de steden Ronnenberg en Springe om te eindigen in Hamelen. De B217 is ongeveer 40 km lang.

## Routebeschrijving
De B217 begint in Hannover op een kruising met de B65 en loopt langs Springe, Bad Münder am Deister waar ze de B442 kruist. De B217 kruist de Hamel en komt in de stad Hamelen waar ze samenloopt met de B1 en op een kruising  met de B83 eindigt.
B1 · B3 · B3n · B4 · B5 · B6 · B6n · B27 · B51 · B61 · B64 · B65 · B68 · B69 · B70 · B71 · B72 · B73 · B74 · B74n · B75 · B79 · B80 · B82 · B83 · B188 · B190n · B191 · B195 · B207 · B209 · B210 · B211 · B212 · B213 · B214 · B215 · B216 · B217 · B218 · B238 · B239 · B240 · B241 · B242 · B243 · B243a · B244 · B245a · B247 · B248 · B322 · B401 · B402 · B403 · B404 · B408 · B431 · B433 · B434 · B435 · B436 · B437 · B438 · B439 · B440 · B441 · B442 · B443 · B444 · B445 · B446 · B447 · B461 · B475 · B482 · B490 · B493 · B494 · B495 · B496 · B497 · B524 · B530